# Vittorio Mallozzi
Vittorio Mallozzi (Anzio, 22 ottobre 1909 – Roma, 31 gennaio 1944) è stato un operaio, antifascista e partigiano italiano, combattente nella guerra civile spagnola e fucilato a Forte Bravetta, decorato con medaglia d'oro al valor militare.

## Biografia
Entrato a far parte dell'organizzazione clandestina romana del Partito Comunista Italiano, Vittorio Mallozzi ne divenne il caposettore nei rioni di Roma. Nel 1934, per sfuggire all'arresto, fu costretto a riparare in Francia a Montreuil sur Bois, dove svolse un'intensa attività politica. Nel 1936 si arruolò volontario per combattere contro i franchisti nella guerra civile spagnola, nella colonna Picelli. Assorbita quest'ultima nel più ampio battaglione Garibaldi, Mallozzi fu nominato Commissario politico della 2ª Compagnia, di cui assunse il comando nella battaglia di Brunete. Nell'ottobre del 1938 fu costretto a rientrare a Parigi, essendo rimasto invalido in un incidente stradale. Dopo l'occupazione tedesca della Francia fu internato a Saint Cyprien, Gurs e Le Vernet, poi in Italia a Ventotene. Fu liberato dopo la caduta del fascismo.
Dopo l'8 settembre entrò nella resistenza romana.
Caduto nelle mani dei tedeschi, fu condannato a morte dal tribunale militare straordinario, insieme ad altri nove partigiani combattenti, "perché preparavano atti di sabotaggio contro le forze armate germaniche e capeggiavano altri attentati contro l'ordine pubblico della città di Roma.
Fu fucilato a Forte Bravetta il 31 gennaio 1944 da militi della Polizia dell'Africa Italiana.
Una lapide lo ricorda a Valle Aurelia, dove svolse il suo mestiere di fornaciaio.